# مادزیمو
مادزیمو (به ایتالیایی: Madesimo) یک کومونه در ایتالیا است که در استان سوندریو واقع شده‌است.

## خصوصیات
مادزیمو ۸۵٫۴ کیلومترمربع مساحت و ۵۹۷ نفر جمعیت دارد و ۱٬۳۹۹ متر بالاتر از سطح دریا واقع شده‌است.
ورزش های زمستانی در پیست اسکی آن از محبوبیت بالایی برخوردار میباشد.